# Diário Mercantil (São Paulo)
O Diário Mercantil foi um jornal brasileiro, editado em São Paulo no final do século XIX, e contou entre seus colaboradores pessoas como Olavo Bilac, Júlio Ribeiro, Narcisa Amália, entre outros.

## História
Fundado em abril de 1884 pelos portugueses Buenaventura Gaspar da Silva Barbosa e Leo d’Affonseca, e tinha por redator Eduardo Salamonde; segundo um relato da época, sua sede ficava em “antigo prédio na rua do Commercio, esquina do beco do Inferno, hoje travessa do Commercio nº 50.”
Em 1886 era o segundo jornal paulistano em tiragem, perdendo apenas para o Província e superando o Correio Paulistano; o periódico era subvencionado pelo governo do general Couto de Magalhães.
Em 1892, após a retirada de seus fundadores, o jornal fechou; em 1893 foi relançado, desta feita com o nome de "O Mercantil" por Felipe Gonçalves e tendo por redatores João de Araújo e Adolfo Araújo; após encerrar, foi seguido pelo jornal A Federação, que era um órgão de imprensa político, voltado a apoiar Américo Brasiliense de Almeida Melo, e se utilizava das instalações do antigo jornal; esta iniciativa sofreu dois empastelamentos, sendo que a última, ocorrida em 1901, teve suas instalações completamente destruídas. Adolfo Araújo, em 1906, fundaria um novo jornal, chamado A Gazeta.